# 貝蒂科·克羅斯
吉爾伯托·弗朗索瓦·「貝蒂科」·克羅斯（1938年1月25日—1986年11月26日），阿魯巴政治人物，為促成阿魯巴從荷屬安的列斯分離的主要人物。他被其支持者視為阿魯巴的「解放者」和「阿魯巴國父」。

## 生平

### 早年生涯

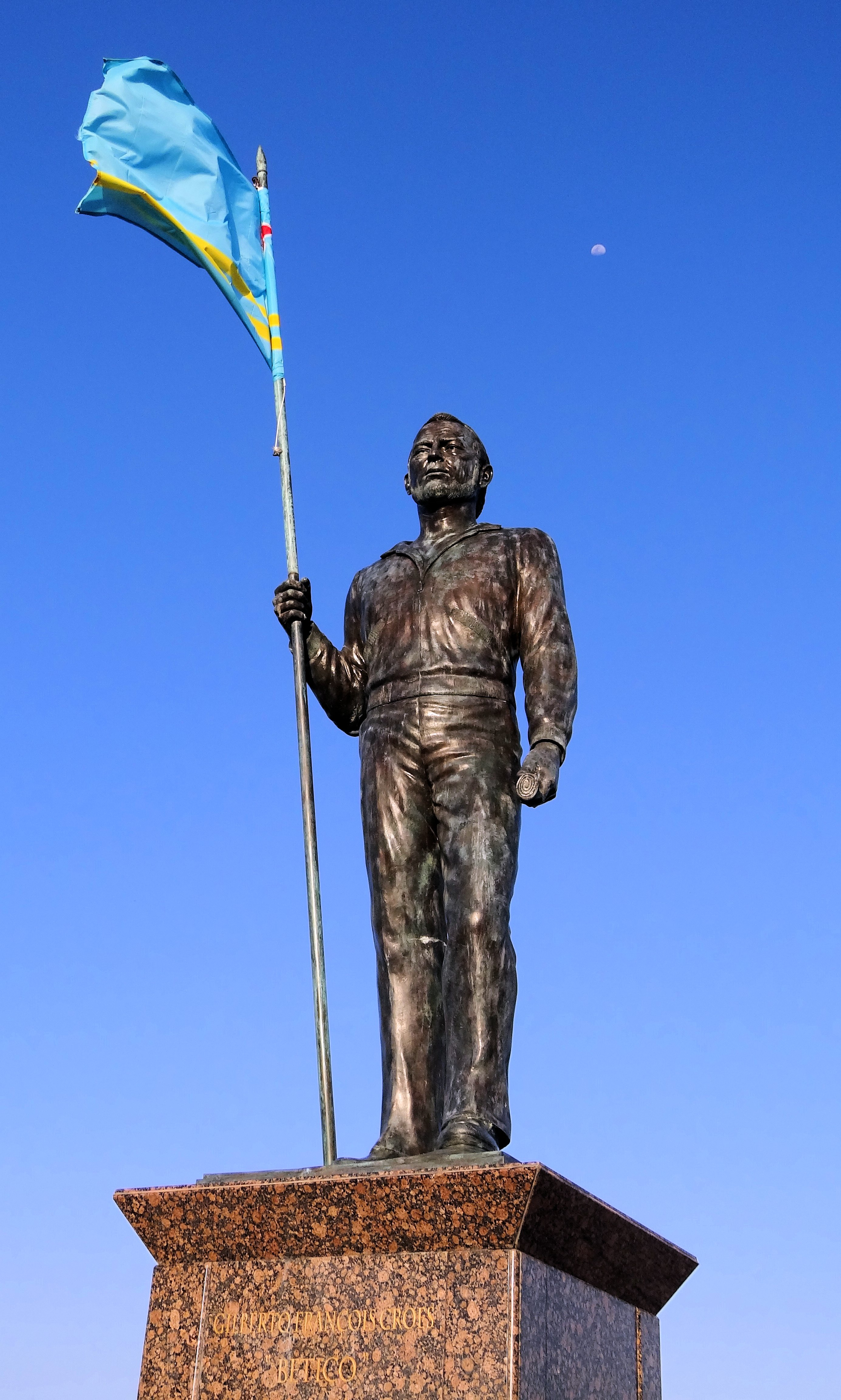
設於奧拉涅斯塔德貝蒂科·克羅斯廣場的紀念碑

克羅斯在1938年1月25日出生於庫拉索領地（Gebiedsdeel Curaçao）阿魯巴聖克魯斯。他在完成高中教育後就讀荷蘭希爾弗瑟姆的教師訓練學院，並在1959年畢業。
1967年，克羅斯以阿魯巴人民黨（Arubaanse Volkspartij）黨員身份當選為島嶼議會議員。他在1970年7月因人民黨拒絕出讓席位給阿魯巴民族聯盟（Union Nacional Arubano）而辭去島嶼議會議員職務。
1971年2月，克羅斯創立人民選舉運動（Movimiento Electoral di Pueblo），並再度當選為島嶼議會議員。1973年，人民選舉運動贏得荷屬安的列斯議會（Staten van de Nederlandse Antillen）8席阿魯巴席次中的5席。1976年，他亦負責制訂阿魯巴旗幟和頌歌的工作。

### 獨立鬥爭
1977年，克羅斯就阿魯巴是否脫離荷屬安的列斯獨立舉辦公投。阿魯巴愛國黨（Partido Patriótico Arubano）宣佈杯葛公投，而荷屬安的列斯政府宣佈公投非法，並在公投舉行前表示政府不會接受結果。在公投中，95%的選民支持獨立。
1977年6月，博伊·羅森達爾（Boy Rozendal）帶領庫拉索民主黨（Partido Democraat）贏得荷屬安的列斯大選。由於羅森達爾本身反對阿魯巴自治﹐他沒有邀請人民選舉運動入閣。克羅斯因而發動示威及發動抵制庫拉索貨品的運動。
1977年8月11日，大罷工造成阿魯巴癱瘓，防暴警察介入並對發動罷工者作出檢控。8月18日，罷工因工會領袖被捕而結束，但由於局勢失控，時任荷蘭首相約普·登厄伊爾介入斡旋。

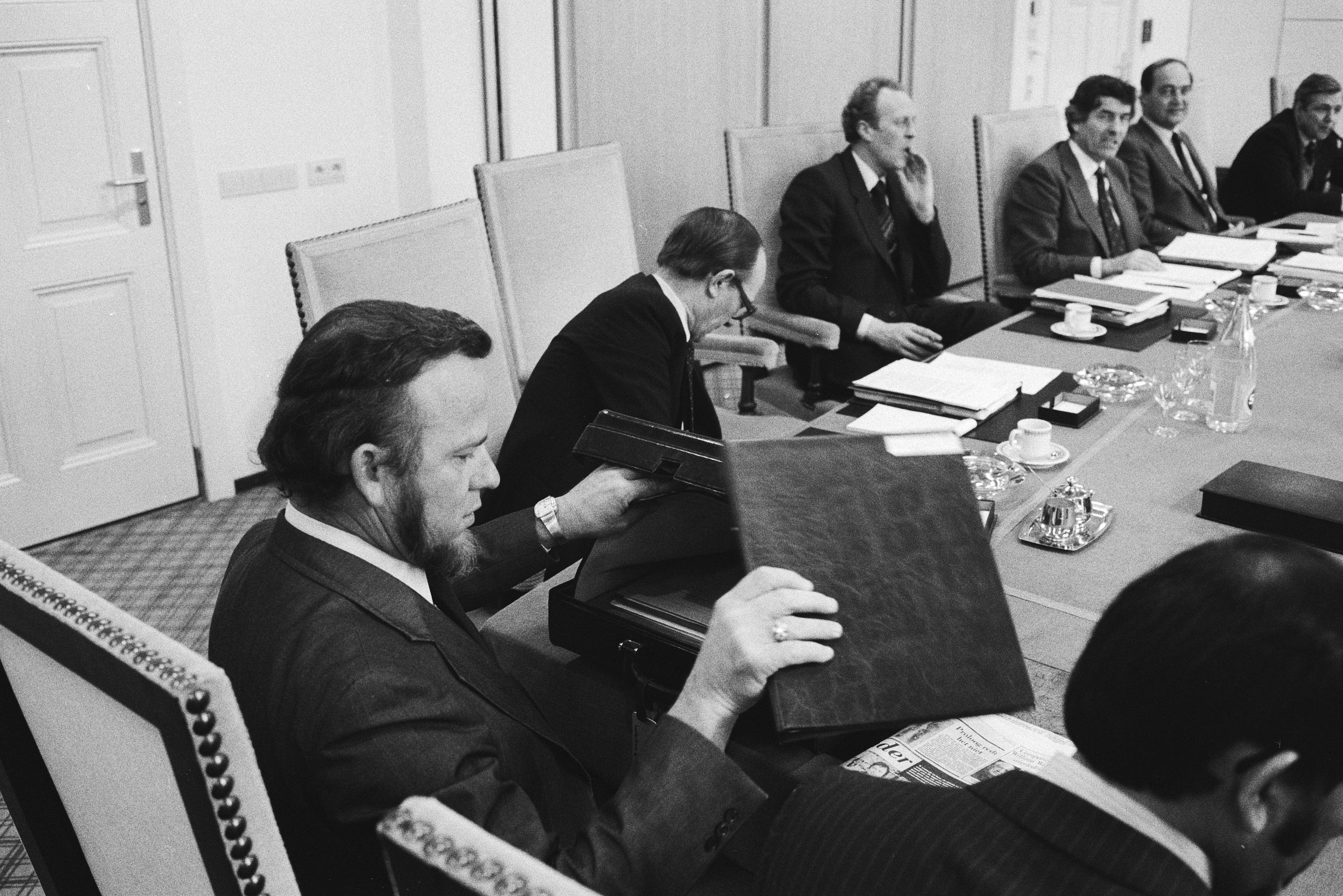
1983年海牙圓桌會議時的克羅斯、時任荷蘭內政大臣庫斯·里特科克（Koos Rietkerk）和時任荷蘭首相呂德·呂貝爾斯

1981年2月，克羅斯在圓桌會議中宣佈訂立阿魯巴在1991年獨立的目標，但在1983年的圓桌會議中，修改《荷蘭王國憲章》（Statuut voor het Koninkrijk der Nederlanden），使阿魯巴在1986年首先成為荷蘭王國構成國，最後以1996年獨立為目標的方案被採納。
1983年4月24日，克羅斯被一名警員向其胃部開槍，該名警員其後在6月搬到博奈爾。同年11月，荷蘭公共檢控署（Openbaar Ministerie）表示由於沒證據證明該名警員針對克羅斯，決定不對其作出起訴。
1985年7月，阿魯巴島嶼議會在愛國黨的杯葛下，通過修訂後的憲章。1986年1月1日，阿魯巴脫離荷屬安的列斯，成為荷蘭王國的構成國。
克羅斯亦曾協助建立阿魯巴社區房屋基金會（Fundacion Cas Pa Comunidad Arubano）和阿魯巴巴士（Arubus）。

### 1985年大選及逝世
人民選舉運動在1985年11月首次阿魯巴大選中落敗，人民黨的漢尼·艾曼（Henny Eman）成為首任阿魯巴首相。
1985年12月31日，克羅斯遭遇交通意外，此後一直昏迷，其後在翌年11月26日在荷蘭烏德勒支逝世。其遺體及後移回阿魯巴安葬。4萬人參與其葬禮，佔當地人口的六成（1985年阿魯巴的人口只有65,000人）。

## 個人生活
克羅斯育有兩子兩女，分別為格倫伯特·克羅斯（Glenbert Croes）、小吉爾伯托·克羅斯（Gilberto Junior Croes）、格倫德琳·克羅斯（Glendeline Croes）和吉賽特·克羅斯（Guisette Croes）。其中格倫伯特在2021年起就任勞工、移民及能源部長。

## 榮譽
為紀念克羅斯，其生日1月25日被阿魯巴訂為公眾假期。此外，阿魯巴首府奧拉涅斯塔德亦有兩處以其名字命名的地方，分別為貝蒂科·克羅斯廣場（Plaza Betico Croes）和主要購物街貝蒂科·克羅斯大道（Caya G. F. Betico Croes）。